# Opodiphthera helena
Opodiphthera helena là một loài bướm đêm thuộc họ Saturniidae. Nó được tìm thấy dọc theo bờ biển miền nam Úc.
Sải cánh dài 130–170 mm.
Ấu trùng ăn Eucalyptus.

## Hình ảnh

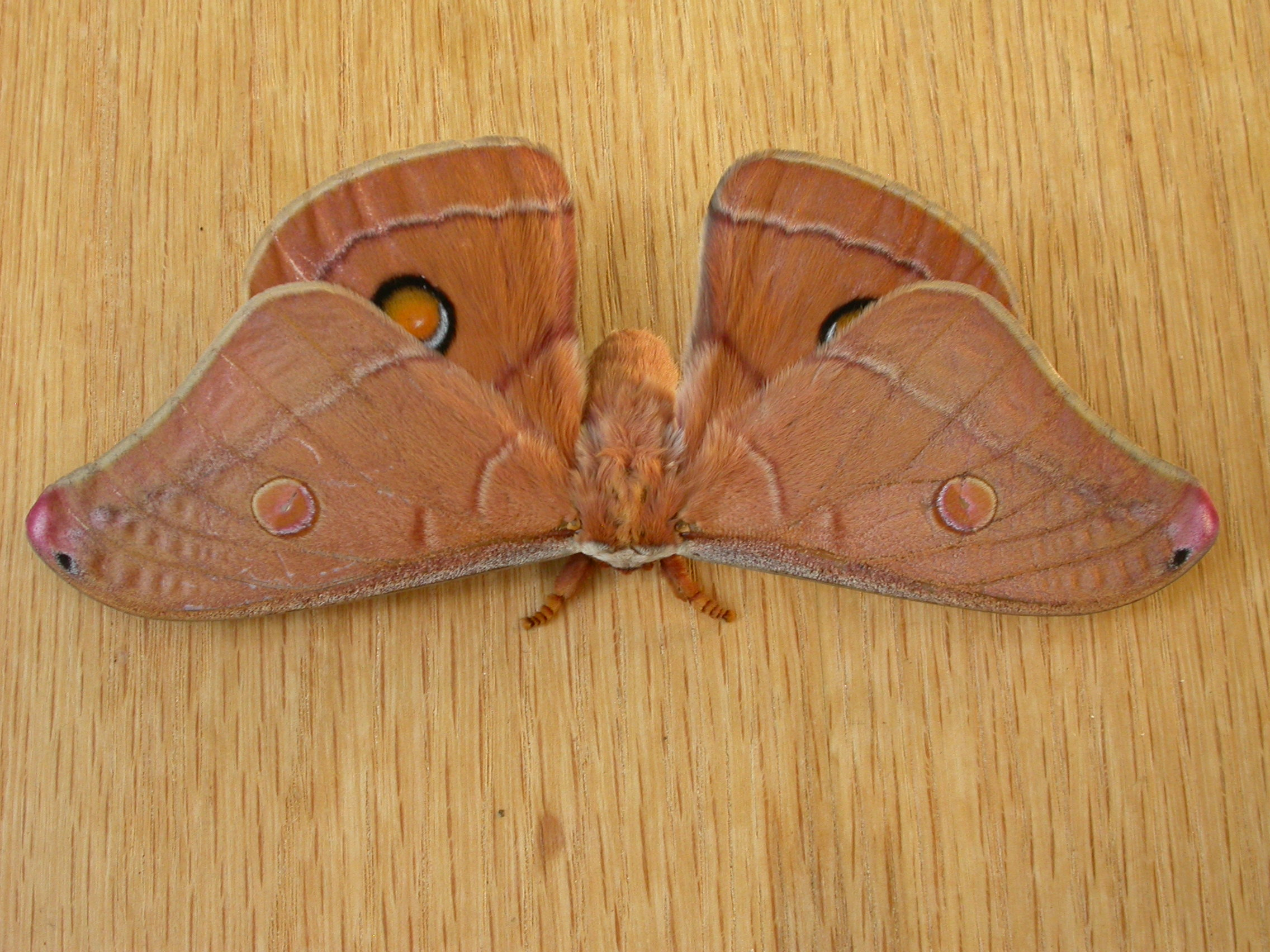